# داموند ويليامز
داموند ويليامز (بالإنجليزية: Damond Williams)‏ مواليد 10 أكتوبر 1980 في شيكاغو، هو لاعب كرة سلة محترف أمريكي بدأ مسيرته الاحترافية في سنة 2003. يبلغ طوله 6 قدم 6 بوصة (2.0 م).

## فرق لعب لها
- هارلم غلوبتروترز
- نادي الجيش

## روابط خارجية
- داموند ويليامز على موقع كرة السلة الأوروبية.كوم (الإنجليزية)
- داموند ويليامز على موقع كلية كرة السلة في سبورتس رفرنس.كوم (الإنجليزية)
- داموند ويليامز على موقع كلية كرة السلة في سبورتس رفرنس.كوم (الإنجليزية)
- داموند ويليامز على موقع ريلجم (الإنجليزية)